# De gehangenen van Bagdad

De ligging van Irak in het Midden-Oosten.

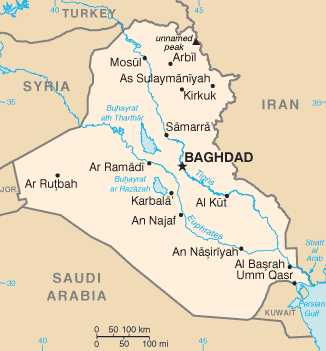
Een overzichtskaart van Irak.

De gehangenen van Bagdad is een spionageroman van auteur Gérard de Villiers en is het 14e deel uit de S.A.S.-reeks met als protagonist de Oostenrijkse prins en freelance CIA-agent Malko Linge.

## Het verhaal
In Irak wordt Victor Rubin beschuldigd van spionage voor de Verenigde Staten en zal om die reden worden geëxecuteerd door ophanging. De CIA ontkent publiekelijk in alle toonaarden enige betrokkenheid bij de precaire zaak.
Malko wordt door CIA naar Bagdad gezonden met als opdracht het probleem in goede banen te leiden en indien mogelijk Rubin levend het land uit te krijgen. Geen enkel middel, of het nu corruptie, moord en doodslag, een oproer of afpersing betreft, wordt hiervoor geschuwd. Het is aan Malko om om de middelen naar eigen inzicht in te zetten als de situatie hierom vraagt.

## Personages
- Malko Linge, een Oostenrijkse prins en CIA-agent;
- Victor Rubin, CIA-agent en gestationeerd in Irak.